# Нуль-COVID
Нуль-COVID (англ. Zero-COVID), також відома як COVID-Zero та Знайти, перевірити, відстежити, ізолювати та підтримати (англ. Find, Test, Trace, Isolate and Support) — це політика громадської охорони здоров'я, яку запровадили деякі країни, особливо Китай, під час пандемії COVID-19. На відміну від стратегії «жити з COVID», стратегія «нульового COVID-19» була стратегією «контролю та максимального подолання хвороби». Це передбачало використання заходів громадської охорони здоров'я, таких як відстеження контактів, масове тестування, прикордонний карантин, локдаун та програмне забезпечення для пом'якшення наслідків, щоб зупинити передачу COVID-19 у суспільстві, як тільки її було виявлено. Метою стратегії було повернути регіон до нульового рівня нових інфікувань, і відновити нормальну економічну та соціальну діяльність.
Стратегія нульової боротьби з COVID-19 складалася з двох фаз: початкової фази придушення, під час якої вірус знищується локально за допомогою агресивних санітарно-епідемічних заходів, та фази стійкого стримування, під час якої відновлюється нормальна економічна та соціальна діяльність, а санітарно-епідеміологічні заходи використовуються для стримування нових спалахів, перш ніж вони будуть масовими. Ця стратегія різною мірою використовувалася Австралією, Бутаном, Атлантичною та Північною Канадою, материковим Китаєм, Гонконгом, Макао, Малайзією, Монтсерратом, Новою Зеландією, Північною Кореєю, Північною Ірландією, Сінгапуром, Шотландією, Південною Кореєю, Тайванем, Східним Тимором, Тонга, і В'єтнамом. Наприкінці 2021 року через проблеми із збільшенням поширення варіантів Дельта та Омікрон, а також через появу вакцин проти COVID-19 багато країн поступово відмовилися від нульового COVID-19, а материковий Китай став останньою великою країною, яка зробила це в грудні 2022 року.
Експерти розрізняють нульовий COVID-19, який був стратегією ліквідації, і стратегії пом'якшення, які намагалися зменшити вплив вірусу на суспільство, але все ще допускали певний рівень місцевої передачі вірусу. Ці початкові стратегії можна застосовувати послідовно або одночасно протягом фази набутого імунітету за допомогою природного імунітету та імунітету, індукованого вакциною.
Прихильники «нуль-COVID» вказували на набагато нижчі показники смертності та вищі темпи економічного зростання в країнах, які прагнули до ліквідації протягом першого року пандемії (тобто до широкомасштабної вакцинації), порівняно з країнами, які прагнули до пом'якшення, і стверджували, що швидкі, жорсткі заходи з ліквідації вірусу дозволили швидше повернутися до нормального життя. Противники нуль-COVID стверджували, що, подібно до проблем, пов'язаних із грипом чи застудою, досягнення повної ліквідації респіраторного вірусу, такого як SARS-CoV-2, могло стати нереалістичною метою. Щоб досягти нульового рівня COVID-19 у регіоні з високим рівнем зараження, згідно з одним оглядом, знадобиться 3 місяці суворого карантину.

## Ліквідація проти пом'якшення

Цілі пом'якшення включають відстрочку та зменшення пікового навантаження на медичну допомогу (вирівнювання кривої), а також зменшення загальної кількості випадків і впливу на здоров'я. Навпаки, стратегії з нульовим COVID-19 спрямовані на повну ліквідацію вірусу та повернення до нормальної соціальної та економічної діяльності.

Епідеміологи розрізняють дві широкі стратегії реагування на пандемію COVID-19: пом'якшення та ліквідацію. Стратегії пом'якшення наслідків (також широко відомі як «згладжування кривої»), спрямовані на зменшення розповсюдження епідемії та запобігання надмірному навантаженню системи охорони здоров'я, але все ще приймають рівень постійної місцевої передачі вірусу. Навпаки, стратегії ліквідації (широко відомі як «нуль-COVID») мали на меті повністю зупинити поширення вірусу в суспільстві, що вважалося оптимальним способом відновлення нормальної соціальної та економічної діяльності. У порівнянні зі стратегіями пом'якшення, ліквідація передбачала суворіші короткострокові заходи для повного знищення вірусу, а потім більш м'які довгострокові заходи для запобігання поверненню вірусу. Довгостроковий «шлях виходу» як для стратегій ліквідації, так і для пом'якшення наслідків залежав від розробки ефективних вакцин і методів лікування COVID-19.

## Заходи стримування
Підхід «нуль-COVID» був спрямований на запобігання передачі вірусу за допомогою низки різних заходів, включаючи вакцинацію та нефармацевтичні заходи, такі як відстеження контактів і карантин. Успішне стримування або придушення знизило основне число відтворення вірусу нижче критичного порогу. Різні комбінації заходів використовувалися під час початкової фази стримування, коли вірус було вперше ліквідовано в регіоні; і фазі тривалого стримування, коли метою було запобігти відновленню місцевої передачі вірусу.

### Локдаун
Локдауни включали такі заходи, як закриття н життєво необхідних закладів, накази залишатися вдома, та обмеження пересування. Під час карантину уряди зазвичай повинні були забезпечувати домогосподарства предметами першої необхідності. Для досягнення початкового стримування вірусу зазвичай використовувався локдаун. У Китаї також інколи використовували локдауни для окремих груп високого ризику для придушення нових спалахів

### Карантин для мандрівників
Щоб запобігти повторному занесенню вірусу в регіони з нульовою кількістю COVID-19 після того, як було досягнуто початкового стримування, для прибуваючих осіб зазвичай використовувався карантин. Оскільки кожен інфікований мандрівник міг спричинити новий спалах, метою карантину для подорожей було перехопити якомога більший відсоток інфікованих мандрівників.
Міжнародні рейси до Китаю були суворо обмежені, а особи, які звідти прибули, були зобов'язані пройти ПЛР-тестування та карантин у визначених готелях і закладах. Щоб полегшити карантин для подорожуючих, Китай побудував спеціалізовані об'єкти в найбільш завантажених портах прибуття, включаючи Гуанчжоу та Сямень. Нова Зеландія та Австралія також створили керовані пункти ізоляції та карантину для прибуваючих осіб.
До листопада 2020 року карантинні заходи на кордоні не дозволили майже 4 тисячам інфікованим мандрівникам з інших країн потрапити на територію Китаю. Щомісяця сотні подорожуючих, які перед польотом до Китаю мали негативний результат тестування, згодом отримували позитивний результат під час карантину після прибуття.

### Відстеження контактів, карантин та ізоляція
Відстеження контактів передбачало ідентифікацію людей, які мали контакт (або «входили в тісний контакт») з інфікованою особою. Потім працівники громадської охорони здоров'я ізолювали відому інфіковану особу, та спробували знайти всіх заражених осіб і помістили їх на карантин, доки вони або не стануть повністю здоровими, або не отримають кілька негативних тестів. У різних дослідженнях стверджувалося, що раннє виявлення та ізоляція інфікованих людей є єдиним найбільш ефективним заходом для запобігання передачі SARS-CoV-2. «Карантин» означав відокремлення заражених осіб, які могли бути інфіковані, від решти суспільства, тоді як «ізоляція» стосувалась відокремлення осіб, про яких було відомо, що вони інфіковані.
У Китаї, коли було виявлено інфіковану особу, усі тісні контакти мали пройти 14-денний карантин разом із кількома раундами ПЛР-тестування. Щоб звести до мінімуму ризик того, що ці тісні контакти створюють стримування спалаху, Китай запровадив карантин у централізованих закладах для тих, хто наражався найвищому ризику інфікування. Вторинні тісні контакти (контакти тісних контактів) іноді також потребували домашнього карантину.
Широке використання смартфонів дозволило швидше цифрове відстеження контактів. У Китаї додатки «код здоров'я» використовувалися для полегшення ідентифікації близьких контактів за допомогою аналізу журналів Bluetooth, які показують близькість між пристроями. Тайвань також використовував цифрове відстеження контактів, зокрема, щоб знайти тісні контакти пасажирів, які висадилися з круїзного лайнера Diamond Princess, місця одного з перших спалахів хвороби в лютому 2020 року.

### Рутинне тестування ключових верств населення
У Китаї звичайне ПЛР-тестування було проведено всім хворим, які мали гарячку або респіраторні симптоми. Крім того, різні категорії працівників, зокрема медичний персонал і працівники, які працюють з імпортними товарами, регулярно тестувалися. Також у Китаї рутинне тестування ключових груп населення виявило нульових пацієнтів у низці спалахів, включаючи спалахи в Пекіні, Шанхаї, Даляні, Циндао та Маньчжурії. У деяких випадках нульових пацієнтів виявляли безсимптомними, що обмежувало кількість подальшої місцевої передачі вірусу.

### Скринінг у масштабах громади
Додатковим інструментом для виявлення випадків за межами відомих ланцюгів передачі був скринінг у масштабах громади, під час якого населення певних районів чи міст проходило ПЛР-тестування. У Китаї під час спалахів проводили ПЛР-тестування для виявлення інфікованих осіб, у тому числі тих, хто не мав симптомів або контактував з інфікованими. Скринінг у масштабах громади мав на меті швидко ізолювати інфікованих від загального населення, та дозволити швидше повернутися до нормальної економічної діяльності. Китай вперше провів скринінг на рівні громади з 14 травня по 1 червня 2020 року в Ухані та використовував цю методику під час наступних спалахів. Під час спалахів у червні 2020 року в Пекіні та липні 2020 року в Даляні скринінг громади виявив 26 % і 22 % інфікованих відповідно. Для швидкого тестування великої кількості населення Китай зазвичай використовував об'єднане тестування, об'єднуючи 5-10 зразків перед тестуванням, і повторно тестуючи всіх осіб у кожній партії, які дали позитивний результат.

## Реалізація стратегії «Нуль-COVID» за регіонами

### Австралія
Перший підтверджений випадок коронавірусної хвороби в Австралії був виявлений 25 січня 2020 року в штаті Вікторія, коли чоловік, який повернувся з Уханя, дав позитивний результат тестування на коронавірус. 18 березня 2020 року було оголошено надзвичайний стан з приводу біозахисту людини. 20 березня австралійські кордони були закриті для всіх нерезидентів, а резиденти, які повернулися, повинні були провести 2 тижні в готелях під наглядом, починаючи з 27 березня. Багато окремих штатів і територій також різною мірою закрили свої кордони, деякі залишалися закритими до кінця 2020 року, і продовжували періодично закриватися під час локалізованих спалахів.
Правила соціального дистанціювання були запроваджені 21 березня 2020 року, і уряди штатів почали закривати не життєво необхідні заклади. Не життєво необхідні заклади включали місця громадських зібрань, зокрема паби та клуби, але на відміну від багатьох інших країн не включали більшість бізнес-операцій, таких як будівництво, виробництво та багато категорій роздрібної торгівлі.
Під час другої хвилі травня та червня 2020 року Вікторія запроваджувала другий суворий локдаун із використанням гелікоптерів і армії, щоб допомогти поліції забезпечити дотримання карантину за принципами нуль-COVID, який стане нормою для запровадження, як, наприклад, під час спалаху Дельта-варіанту COVID-19 у Сіднеї через рік. 26 жовтня 2020 року хвиля завершилася, після того, як не реєструвалось нових випадків хвороби. Відмінності цих заходів включали раннє втручання для зменшення прихованої передачі з інших країн, подібно як з Китаю протягом кінця січня та лютого 2020 року; ранній набір великої кількості працівників з відстеження контактів; порівняно висока громадська довіра до урядових заходів у відповідь на поширення хворобию, принаймні порівняно із США; і пізніше, використання коротких інтенсивних карантинних заходів для полегшення вичерпного відстеження контактів нових спалахів. Міжнародні кордони Австралії також залишалися в основному закритими, з обмеженою кількістю суворо контрольованих прибуттів протягом пандемії. Австралія прагнула розробити програму відстеження контактів на базі Bluetooth, яка не використовує фреймворк Exposure Notification, що зберігає конфіденційність, який підтримується смартфонами Android і Apple, і хоча ці зусилля не були особливо ефективними, програми для відстеження контактів на основі QR-коду стали повсюдними в закладах Австралії.
У липні 2021 року центральний уряд Австралії оприлюднив плани жити з COVID, і покласти край карантину та обмеженням, які залежать від високого рівня використання вакцин. До серпня 2021 року, на тлі спалахів у Новому Південному Уельсі, Вікторії та столичній території, прем'єр-міністр Скотт Моррісон визнав, що повернення до «нуль-COVID» малоймовірне. Протягом наступних місяців всі австралійські юрисдикції почала жити за стратегією протидії COVID або шляхом припинення карантину, або добровільно дозволити проникнення вірусу, відкривши кордони.

### Бутан
Станом на січень 2022 року Бутан дотримувався стратегії «нуль-COVID». Країна запроваджувала локдауни в районах (дзонгах) щоразу, коли виявляли вних випадки COVID-19, а медичний персонал ізолював людей похилого віку та інших із хронічними захворюваннями, які були в тісному контакті з цими випадками COVID-19. Однак Омікрон-варіант поставив під сумнів стратегію ліквідації Бутану, і країна відмовилася від неї в середині квітня 2022 року, натомість зосередившись на стратегії рівня госпіталізації.

### Канада (Атлантична та Північна)
Перший випадок коронавірусної хвороби в Канаді зареєстровано 25 січня 2020 року в особи, яка повернулася до Торонто з Уханя. Перший випадок місцевої передачі коронавірусу в Канаді було підтверджено в Британській Колумбії 5 березня. У березні 2020 року, коли було підтверджено випадки місцевої передачі вірусу, у всіх провінціях і територіях Канади було оголошено надзвичайний стан. Провінції та території з різним ступенем суворості закрили школи та дитячі садки, заборонили громадські зібрання, закрили не життєво необхідні заклади, та ввели обмеження на в'їзд з Атлантичною Канадою та трьома канадськими територіями, які запровадили підхід «нуль-COVID». 24 червня 2020 року було повідомлено, що чотири атлантичні провінції: Нью-Брансвік, Острів Принца Едварда, Нова Шотландія та Ньюфаундленд і Лабрадор дійшли згоди щодо створення «міхура» вільного пересування, зберігаючи всередині низьку кількість випадків хвороби, починаючи з 3 липня 2020 року. Наприкінці листопада 2020 року зростання кількості випадків хвороби призвело до розформування атлантичного міхура, коли кожна з атлантичних провінцій зберігала власні обмеження на поїздки та політику нуль-COVID після того, як міхур припинив своє існування. Протягом 2020 і 2021 років рівень зараження та смертності в атлантичних провінціях залишався низьким, особливо порівняно з більш густонаселеними районами Канади, де не було запроваджено нуль-COVID. Поява варіантів Дельта та Омікрон призвела до послідовної відмови від нуль-COVID в Атлантичній Канаді наприкінці 2021 року.

### Китай

#### Материковий Китай
Китай став першою країною, яка пережила епідемію COVID-19. Перший спалах хворих на пневмонію було виявлено наприкінці грудня 2019 року в Ухані в провінції Хубей, а 31 грудня 2019 року було розповсюджено публічне повідомлення про спалах.
23 січня 2020 року уряд Китаю заборонив транспортне сполучення з Уханем, та розпочав вводити суворі обмеження в Ухані та інших містах Китаю. Ці заходи пригнічували передачу вірусу нижче критичного порогу, доводячи базове репродукційне число вірусу майже до нуля. 4 лютого 2020 року, приблизно через 2 тижні після початку карантину в провінції Хубей, кількість випадків у провінції досягла піку, а потім почала знижуватися. Спалах захворювання в основному був зосереджений у провінції Хубей, і до 22 березня 2020 року там було понад 80 % випадків з усіх по країні.
Згідно з офіційними даними, кількість смертей у Китаї під час початкового спалаху склала приблизно 4600 (еквівалентно 3,2 смертей на мільйон населення), а наукове дослідження надмірної смертності від пневмонії, опубліковане в The BMJ, оцінюється в менш ніж 5000.
Поступово, коли епідемія відступила, фокус змістився на відновлення економічної діяльності та запобігання відродженню хвороби. 17 лютого 2020 року райони країни з низьким і середнім ризиком почали пом'якшувати заходи соціального дистанціювання. Повторне відкриття супроводжувалося збільшенням тестування та розробкою електронних «кодів здоров'я» (за допомогою програм для смартфонів) для полегшення відстеження контактів. Програми «кодів здоров'я» містили персоналізовану інформацію про ризики на основі останніх контактів і результатів тестів. Ухань став останнім великим містом, яке знову відкрилося, карантин у місті припинили 8 квітня 2020 року.
30 січня 2020 року Китай повідомив про свій перший завезений випадок COVID-19 від прибулої до країни особи. Оскільки кількість завезених випадків зростала, а кількість внутрішніх випадків зменшилася, Китай почав запроваджувати обмеження на в'їзд до країни. Кількість вхідних рейсів до країни була обмежена, а всі прибуваючі пасажири повинні були пройти карантин.
Після стримування початкового спалаху в Ухані Китайський центр контролю та профілактики захворювань заявив: «Успішне стримування зміцнює впевненість Китаю, засновану на досвіді та отриманих знаннях, що майбутні хвилі COVID-19 можна буде зупинити, та навіть і запобігти. Виявлення та ведення випадків у поєднанні з виявленням і карантином близьких контактів є стратегією, яка працює». Китайський центр контролю та профілактики захворювань відхилив стратегію пом'якшення наслідків, і натомість пояснив, що «поточна стратегічна мета полягає в тому, щоб припинити місцеву передачу SARS-CoV-2, або підтримувати її на мінімальному рівні, поки населення не буде захищено за допомогою безпечної та ефективної імунізації проти COVID-19 вакцинами, тоді ризик зараження COVID-19 з будь-якого джерела має бути мінімальним. Ця стратегія виграє час для термінової розробки вакцин і методів лікування в середовищі з невеликою захворюваністю та смертністю».
З моменту завершення початкового спалаху в Ухані відбулися додаткові, менші спалахи, спричинені завезеними випадками, які контролювалися за допомогою короткочасних, локальних інтенсивних санітарно-епідеміологічних заходів. З липня по серпень 2021 року в Китаї було зареєстровано та локалізовано 11 спалахів дельта-варіанту із загалом 1390 виявлених випадків (з 1,4 мільярда населення материкового Китаю). Найбільший з цих спалахів, як за географічним масштабом, так і за кількістю інфікованих осіб, почався в Нанкіні. Перший випадок спалаху, працівник аеропорту, дав позитивний результат 20 липня 2021 року, і спалах був пов'язаний із зараженим пасажиром рейсу з Москви, який прибув 10 липня. Спалах поширився на кілька провінцій, перш ніж його було локалізовано, із загалом 1162 виявлених випадків інфікування. Китай використовував масове тестування для контролю кількох спалахів. Наприклад, майже все населення міста Гуанчжоу — приблизно 18 мільйонів осіб — пройшло тестування протягом 3 днів у червні 2021 року під час спалаху дельта-варіанту.
У 2022 році Китай зіткнувся з безпрецедентною хвилею зараження, спричиненою варіантом і підваріантами Омікрон, причому кількість випадків на добу сягала рекордних кількох тисяч — рівнів, яких не було раніше під час пандемії. Подібні заходи із заходами «нуль-COVID» були застосовані в деяких районах з карантином у Шеньчжені, Шеньяні та Цзіліні. Інші регіони, такі як Шанхай, раніше прийняли менш суворий підхід, уникаючи масових карантинів лише для того, щоб оголосити миттєвий карантин наприкінці березня через швидке зростання кількості випадків. З 1 квітня більшість районів Шанхаю запровадили «контроль з ізольованими територіями». Це вважається найбільшими карантинними заходами в Китаї після початкового карантину в Хубеї. Мешканці країни рідко стикалися з цими заходами через надмірну важкість їх запровадження та позірну відсутність користі від них.
Наприкінці листопада 2022 року на тлі зростаючого невдоволення серед жителів політикою нульової боротьби з COVID спалахнули загальнонаціональні протести після пожежі в Урумчі 2022 року, та спричинених карантином економічних витрат. За даними «The Guardian», світові експерти в галузі охорони здоров'я загалом погодилися, що «нуль-COVID» є нежиттєздатним у довгостроковій перспективі. Професор Університету Східної Англії Пол Гантер сказав, що вакцини, схвалені в Китаї, не мали таких захиснх властивостей, як основні західні вакцини, що рівень вакцинації та ревакцинації для людей похилого віку був занадто низьким, і що будь-яке скасування обмежень має бути поступим, щоб уникнути перевантаження лікарень. У відповідь на протести 7 грудня 2022 року уряд пом'якшив і переглянув багато своїх правил, зокрема затримання людей із позитивним результатом тесту та обов'язкові ПЛР-тести. 12 грудня уряд Китаю оголосив про відключення одного з основних додатків коду охорони здоров'я, який був ключовим у відстеженні історії подорожей людей, щоб визначити, чи були вони в зонах високого ризику. У зв'язку з цим багато джерел повідомили, що політика нульової боротьби з COVID-19 у Китаї фактично припинилася. Китайська політика «нуль-COVID» спрямована на припинення поширення хвороби, була однією з найсуворіших і найтриваліших політик щодо COVID-19 у світі.

#### Гонконг
Перший випадок коронавірусної хвороби в Гонконзі було зареєстровано 23 січня 2020 року. 5 лютого, після п'ятиденного страйку медичних працівників, які безпосередньо брали участь у боротьбі з епідемією, уряд Гонконгу закрив усі пункти контролю, окрім трьох — Гонконзького міжнародного аеропорту, контрольного пункту затоки Шеньчжень та мосту Гонконг–Чжухай–Макао. Гонконг відносно не постраждав від першої хвилі спалаху COVID-19. Деякі експерти вважають, що звичка носити маски в громадських місцях після епідемії SARS у 2003 році могла допомогти зберегти низький рівень підтверджених випадків хвороби. У дослідженні, опублікованому в квітні 2020 року в «The Lancet», автори висловили переконання, що прикордонні обмеження, карантин та ізоляція, соціальне дистанціювання та зміни поведінки, ймовірно, відіграли свою роль у стримуванні хвороби в Гонконзі до кінця березня.
Після значно меншої другої хвилі в кінці березня та квітні 2020 року, в липні в Гонконзі спостерігалося значне зростання кількості випадків COVID-19. Експерти пояснювали цю третю хвилю завезеними випадками — екіпажі морських суден, члени екіпажу літаків і домашні помічники становили більшість випадків третьої хвилі зараження. Заходи, вжиті у відповідь, включали призупинення очного навчання до кінця року, та наказ ресторанам розміщувати лише по дві людини за столиком і закриватися о 22:00, що набуло чинності 2 грудня.; подальше посилення обмежень призвело, серед інших заходів, встановлення часу закриття ресторанів до 18:00, починаючи з 10 грудня, і дозвіл для органів влади запровадити частковий локдаун у місцях з кількома випадками COVID-19, доки всі жителі не пройдуть тестування. 26 лютого 2021 року була запущена масова вакцинація вакцинами «Коронавак» та вакциною Pfizer–BioNTech. Уряд намагався протистояти ваганню щодо вакцинації за допомогою матеріальних стимулів, що призвело до прискорення щеплень у червні. З початку 2022 року, щоб запобігти поширенню варіанту Омікрон, у Гонконзі було запроваджено посилені санітарно-епідеміологічні заходи до дня, коли в місті було повністю вакциновано 70 % населення. Тим не менш, попередній фокус на вакцинації і повідомлення про усунення всіх випадків хвороби загалом послабили аргументи на користь вакцинації, оскільки менше однієї чверті осіб віком 80 років і старших отримали два дози вакцини до різкого зростання «Омікрону».
До середини лютого 2022 року варіант Омікрон спричинив найбільший на той час спалах на території Гонконгу; влада змінила свої протоколи боротьби з хворобою, але продовжувала стримувати спалах хвороби. До середини березня вірус швидко поширився в густонаселеному місті, і дослідники з Університету Гонконгу підрахували, що з початку спалаху була інфікована в один момент майже половина населення, порівняно з лише 1 % населення до сплеску. Добова кількість нових випадків досягла до березня понад 70 тисяч, що не показувало можливості успішного продовження програми «нуль-COVID» у Гонконзі. Загальна кількість смертей від коронавірусу зросла з приблизно 200 за 2 роки пандемії до понад 7000 за кілька тижнів, ставши в Гонконгу провідною причиною смерті. Кількість смертей від COVID-19 на душу населення, колись набагато нижча, ніж у західних країнах, стала протягом березня найвищою у світі. Велика кількість смертей і високий рівень зараження при дотриманні суворих протоколів епідеміологічних засобів призвели до закликів до влади переглянути стратегію Гонконгу щодо «нуль-COVID», а також поставили під сумнів стійкість такого підходу з варіантом Омікрон.

#### Макао
Макао, як і материковий Китай і Гонконг, дотримувалося стратегії «нульового поширення COVID» (порт. Meta Dinâmica de Infecção Zero). Місто, економіка якого значною мірою залежить від доходів від його казино, закрило свої кордони для всіх осіб, які не є жителями Великого Китаю. Незважаючи на близькість до материкового Китаю, з початку пандемії до 11 березня 2022 року в Макао було підтверджено лише 82 зараження та жодної смерті.
З середини червня до середини липня 2022 року в Макао прокотилася безпрецедентна хвиля зараження, спричинена підваріантом Омікрон BA.5. Органи охорони здоров'я запровадили обмеження на діяльність низки закладів, зокрема зобов'язали мешканців залишатися вдома та закрили не життєво необхідні заклади, включаючи вперше з лютого 2020 року всі казино на своїй території. Після 9 послідовних днів відсутності випадків на території та понад 14 раундів обов'язкового масового тестування Макао знову відкрився під час того, що уряд міста назвав «періодом консолідації».
У грудні 2022 року відповідно до пом'якшення політики нульового поширення COVID-19 у материковому Китаї Макао пом'якшив політику щодо тестування та карантину.

### Монтсеррат
Британська територія та карибський острів Монтсеррат використовували стратегію «нуль-COVID», використовуючи тестування та карантин для осіб, які приїжджають, щоб запобігти локалізованим спалахам. Станом на квітень 2022 року на острові було зареєстровано лише 175 випадків хвороби і дві смерті. З 31 грудня 2021 року на Монтсерраті розпочався перший великий спалах із 67 випадками місцевого інфікування та одною смертю. 1 березня 2022 року місцевий департамент охорони здоров'я оголосив про завершення спалаху, оскільки 31 день не було місцевої передачі інфекції. У жовтні 2022 року на Монтсерраті припининено карантинні заходи.

### Нова Зеландія
Нова Зеландія повідомила про свій перший випадок COVID-19 28 лютого 2020 року. З 19 березня в'їзд до Нової Зеландії був обмежений для громадян і резидентів країни, а 10 квітня країна почала карантин для новоприбулих у переобладнаних готелях.
21 березня було запроваджено чотирирівневу систему тривоги, а з 25 березня більшу частину країни закрили. Завдяки успіху стратегії усунення хвороби обмеження були поступово зняті з 28 квітня по 8 червня, коли країна перейшла на найнижчий рівень тривоги, а останні обмеження (окрім карантину для прибуваючих) були зняті.
Після скасування обмежень у Новій Зеландії 102 дні не було жодної місцевої передачі вірусу. 11 серпня 2020 року 4 членів однієї родини в Окленді дали позитивний результат тестування на SARS-CoV-2, що призвело до карантину в усьому місті та менших обмежень по всій Новій Зеландії. Протягом наступних тижнів було виявлено додаткові випадки, пов'язані з цим кластером інфекцій. 21 вересня, після тижня, коли не було жодного нового випадку місцевої передачі вірусу, обмеження було знижено до найнижчого рівня за межами Окленда. Обмеження в Окленді були пом'якшені через 2 дні та перенесені на найнижчий рівень 7 жовтня. Додаткові невеликі спалахи призвели до тимчасових обмежень у деяких частинах Нової Зеландії в лютому, березні та червні 2021 року.
17 серпня 2021 року країна перейшла до загальнонаціонального карантину після виявлення одного нового випадку місцевої передачі вірусу поза межами карантину в Окленді. Протягом наступних кількох тижнів Окленд залишався в карантині, оскільки кількість випадків захворювання зростала, тоді як більшість решти території країни поступово послаблювали обмеження. 4 жовтня 2021 року уряд Нової Зеландії оголосив, що він відходить від стратегії «нуль-COVID», стверджуючи, що варіант Дельта робить ліквідацію хвороби неможливою.

### Північна Корея
Повідомлялося, що Північна Корея також дотримувалася «стратегії ліквідації коронавірусу».
Північна Корея була однією з перших країн, яка закрила кордони через COVID-19. Починаючи з 23 січня 2020 року, Північна Корея заборонила іноземних туристів, і всі авіарейси в країну та з країни були припинені. Влада також почала поміщати пацієнтів із підозрою на COVID, у тому числі з незначними симптомами, схожими на грип, у карантин на два тижні в місті Сінийджу. 30 січня державне інформаційне агентство Північної Кореї, Корейське центральне інформаційне агентство, оголосило «надзвичайний стан» і повідомило про створення протиепідемічних штабів по всій країні. Хоча багато ділянок кордону було закрито, міст між Даньдуном і Сінийджу залишався відкритим, що дозволяло доставляти вантажі. Наприкінці лютого уряд Північної Кореї заявив, що триматиме кордон закритим, поки не буде знайдено ліки від хвороби.
2 лютого Корейське центральне інформаційне агентство повідомила, що всі особи, які в'їхали в країну після 13 січня, були поміщені «під медичний нагляд». Південнокорейське видання «Daily NK» повідомило, що 7 лютого в Сінийджу на кордоні з Китаєм померли 5 хворих із підозрою на COVID-19. Того ж дня «The Korea Times» повідомила, що інфікування виявлено в жінки, яка проживає в столиці країни Пхеньяні. Хоча влада Північної Кореї не підтвердила ці заяви, країна вжила подальших суворих заходів для боротьби з поширенням вірусу. Школи були закриті з 20 лютого. 29 лютого верховний лідер Кім Чен Ин закликав вжити більш жорстких заходів для запобігання поширенню COVID-19 у Північній Кореї.
На початку лютого уряд Північної Кореї вжив жорстких заходів для блокування поширення COVID-19. Газета Трудової партії Кореї «Нодон Сінбун» повідомила, що митники в порту Нампо проводили дезінфекційні заходи, включаючи направлення імпортних товарів на карантин. Усі міжнародні авіарейси та залізничне сполучення були призупинені на початку лютого, а сполучення морським та автомобільним транспортом було переважно закрито протягом наступних тижнів. У лютому наявність масок була обов'язковою, а відвідування громадських місць, таких як ресторани, було заборонено. Були закриті гірськолижні курорти та курорти, скасовані військові паради, марафони та інші масові заходи. Школи були закриті по всій країні; студенти університету в Пхеньяні з інших частин країни були закриті в своїх гуртожитках.
Хоча південнокорейські засоби масової інформації повідомили, що епідемія поширилася на Північну Корею, ВООЗ заявила, що ознак появи хвороби там немає. 18 лютого «Нодон Сінбун», офіційна газета правлячої партії Північної Кореї, процитувала чиновника охорони здоров'я, який повторив, що «наразі не було жодного підтвердженого випадку нового коронавірусу». ВООЗ надала першочергову допомогу Північній Кореї, включаючи доставку захисного обладнання та матеріалів.
25 липня Кім Чен Ин взяв участь у екстреній нараді після повідомлення про підозру на COVID-19 у місті Кесон. Кім Чен Ин оголосив надзвичайний стан і запровадив блокування міста. Повідомлялося, що підозрюваний випадок був особою, яка втекла до Південної Кореї 3 роки тому, перш ніж попливти назад до Північної Кореї в липні (рідкісний випадок «повторної втечі»). За словами високопоставленого чиновника охорони здоров'я Південної Кореї, ця особа не була зареєстрована як пацієнт із COVID-19, і не була класифікована як особа, яка контактувала з іншими пацієнтами. Тест на вірус у двох осіб, які тісно контактували з перебіжчиком у Південній Кореї, дав негативний результат. 5 серпня було повідомлено, що перебіжчик, який повернувся, пройшов перевірку, але «результати її були непереконливими». 14 серпня Кім Чен Ин скасував тритижневий карантин у Кесоні та прилеглих районах після «наукової перевірки та гарантії професійної протиепідемічної організації».
12 травня 2022 року уряд Північної Кореї оголосив «великомасштабну загальнонаціональну надзвичайну ситуацію» після того, як зразки невизначеної кількості осіб дали позитивний результат на COVID-19. Це стало першим випадком, коли Північна Корея публічно визнала наявність випадків COVID-19 у країні. Корейське центральне інформаційне агентство заявило, що верховний лідер Кім Чен Ин скликав екстрене засідання Політбюро Трудової партії Кореї після того, як дізнався про зразки, які були отримані від жителів Пхеньяна та мали симптоми, «сумісні» з варіантом «Омікрон». Політбюро рекомендувало запровадити «максимальний» надзвичайний карантин, який включатиме загальнонаціональний локдаун, обмеження на кордоні та обмеження розміру груп на робочих місцях. Під час засідання політбюро попередня стратегія боротьби з пандемією була розкритикована. NK News повідомляв, що вся країна була закрита за два дні до цього, хоча фермерів у прикордонних регіонах поблизу Південної Кореї все ще доглядали за полями. Пізніше державні засоби масової інформації повідомили, що принаймні один житель Північної Кореї помер після позитивного результату тесту, і що 187800 осіб зараз перебувають на карантині внаслідок «гарячки».

### Шотландія та Північна Ірландія
Шотландія, очолювана своїм місцевим урядом, дотримувалася стратегії «ліквідації» COVID-19, починаючи з квітня 2020 року. Підхід шотландського уряду розійшовся з підходом центрального британського уряду в квітні 2020 року, після того, як почали скасовувати карантин у Великій Британії. Шотландія дотримувалася повільнішого підходу до зняття карантину, ніж інші частини Великої Британії, і розширила систему тестування та відстеження. Хоча Північна Ірландія також дотримувалася такої стратегії, а голова уряду Шотландії Нікола Стерджен виступала за те, щоб такий підхід був прийнятий у всій Великій Британії, центральний британський уряд дотримувався іншої стратегії боротьби з епідемією, яка застосовувалася до Англії, причому коментатори відзначали, що це в поєднанні з відкритим англо-шотландським кордоном може підірвати спроби Шотландії ліквідувати хворобу.

### Сінгапур
23 січня 2020 року в Сінгапурі був зареєстрований перший випадок COVID-19. При цьому багато жителів Сінгапуру придбали та носили маски, коли не були вдома; практикували соціальне дистанціювання, а 7 лютого 2020 року Сінгапур підвищив рівень системи реагування на спалахи захворювань (DORSCON) із жовтого до помаранчевого у відповідь на додаткові випадки мвсцевого інфікування невизначеного походження. 3 квітня 2020 року було оголошено про введення суворого комплексу профілактичних заходів під загальною назвою «пожежна перерва». У відповідь на це для профілактики поширення хвороби 7 квітня 2020 року уряд Сінгапуру запровадив режим домашнього карантину та санітарні бар'єри. Ці заходи були запроваджені міністром охорони здоров'я у зв'язку з COVID-19 як тимчасові заходи згідно наказу, опублікованого 7 квітня 2020 року.
Сінгапур запровадив те, що вважалося однією з найбільших і найкраще організованих програм контролю епідемій у світі. Наказ про контроль запроваджував різні заходи, зокрема масове тестування населення на наявність вірусу, ізоляція будь-яких інфікованих людей, а також впровадження додатків для відстеження контактів і суворий карантин тих, хто мав тісний контакт із зараженими. Усі не життєво необхідні робочі місця було закрито, а життєво необхідні робочі місця продовжували працювати. Усі школи перейшли на домашнє навчання. Усі заклади харчування мали право пропонувати їжу лише на винос, проїзд та доставку. Необов'язкову рекламу в торгових центрах було заборонено показувати або демонструвати, дозволена була лише реклама пропозицій основних послуг і заходів безпеки, таких як носіння масок і соціальне дистанціювання. Ці заходи допомогли запобігти новим локдаунам після завершення заходів «пожежної перерви» у червні 2020 року з повторним відкриттям, яке відбувалося різними етапами до квітня 2021 року. Висока швидкість передачі варіантів Дельта та Омікрон кинула виклик підходу Сінгапуру до стратегії ліквідації хвороби, і країна поступово відмовилася від нього після вакцинації більшості свого населення в жовтні 2021 року.

### Південна Корея
Перший випадок хвороби в Південній Кореї було підтверджено 20 січня 2020 року. 4 лютого 2020 року, для запобігання поширення хвороби, Південна Корея почала відмовляти у в'їзді іноземцям, які прибували з Китаю. Запроваджено низку інших заходів: масове тестування населення, ізоляція інфікованих людей, відстеження та карантин тих, з ким вони контактували. Швидке та масове тестування, проведене Південною Кореєю, було визнано успішним у обмеженні поширення спалаху без застосування радикальних заходів. У Південній Кореї не було загального закриття підприємств, супермаркети та інші роздрібні торгові заклади залишалися відкритими. Однак школи, університети, кінотеатри та спортзали були закриті незабаром після спалахів, а школи та університети перейшли на онлайн-навчання.
Уряд надавав жителям країни інформацію корейською, англійською, китайською та японською мовами про те, як не заразитися та як запобігти поширенню хвороби в рамках заходів «K-карантин». Це включало інформацію про етикет кашлю, коли і як носити маску для обличчя, а також важливість фізичного дистанціювання та перебування вдома. Уряд Південної Кореї також надсилав щоденні екстрені сповіщення з детальною інформацією про місця, де зареєстровано зараження, та інші оновлення статусу, пов'язані з хворобою. Інфіковані південнокорейці мали знаходитися в ізоляції в державних притулках. Їх телефони та дані кредитних карток використовувалися для відстеження їх попередніх переміщень і пошуку їхніх контактів. Люди, які були поруч із зараженим, отримували телефонні сповіщення з інформацією про їх попередні пересування.

### Тайвань
Через широкі культурні та економічні обміни з материковим Китаєм спочатку передбачалося, що Тайвань матиме високий ризик розвитку широкомасштабного спалаху COVID-19.
Одразу після того, як 31 грудня 2019 року КНР повідомила ВООЗ про спалах пневмонії в Ухані, офіційні особи Тайваню почали перевіряти пасажирів, які прибувають з Уханя, на наявність гарячки та пневмонії. Згодом цю перевірку було розширено на всіх пасажирів із респіраторними симптомами, які нещодавно відвідали Ухань. Починаючи з початку лютого 2020 року, усі пасажири, які прибували з материкового Китаю, Гонконгу чи Макао, повинні були проходити домашній карантин протягом 14 днів після прибуття на Тайвань. Для контролю за дотриманням карантинних вимог використовували дані мобільного телефону.
Громадські місця на Тайвані, зокрема школи, ресторани та офіси, повинні були контролювати температуру тіла відвідувачів і надавати дезінфікуючі засоби для рук. Заохочувалося носіння масок, і 24 січня було введено заборону на експорт і контроль над цінами на хірургічні маски та інші види засобів індивідуального захисту.
20 березня 2020 року Тайвань запровадив 14-денний карантин для всіх прибулих з-за кордону, і почав перетворювати комерційні готелі на карантинні заклади. На початку квітня офіційні особи охорони здоров'я Тайваню оголосили про заходи соціального дистанціювання та обов'язкове використання масок у громадському транспорті.
Перший зареєстрований випадок COVID-19 на Тайвані був виявлений 21 січня 2020 року. 31 січня близько 3000 пасажирів круїзного лайнера Diamond Princess зійшли на берег Тайваню. Через 5 днів було визнано, що на судні стався спалах хвороби. Органи охорони здоров'я Тайваню використовували дані мобільного телефону та інші засоби відстеження контактів, щоб ідентифікувати цих пасажирів та їх близькі контакти для тестування та карантину. Жодних випадків, пов'язаних із цими пасажирами, на Тайвані виявлено не було. Протягом 2020 року на Тайвані підтримувався майже нульовий рівень поширеності хвороби, загалом до 31 грудня 2020 року було зареєстровано лише 56 відомих випадків місцевої передачі вірусу (на 23,6 мільйона населення).
На Тайвані з квітня по серпень 2021 року стався найбільший спалах хвороби, який спочатку був спричинений порушенням правил карантину COVID-19 екіпажами міжнародних авіарейсів. 15 травня 2021 року на Тайвані вперше з початку пандемії було виявлено понад 100 випадків хвороби за добу. Спалаху був офіційно завершений 25 серпня 2021 року, коли в Тайвані вперше з травня 2021 року не було зафіксовано нових випадків місцевої передачі вірусу.
У квітні 2022 року уряд відійшов від дотримання «нуль-COVID», започаткувавши переглянуту стратегію, названу «новою тайванською моделлю», яка більше не зосереджувалася на повному викоріненні, а скоріше переходила до пом'якшення наслідків епідемії. Прем'єр-міністр Су Чженьчан заявив, що нова модель не те саме, що «жити з COVID», оскільки вірусу не буде дозволено безконтрольно поширюватися, але активна профілактика поширення вірусу буде збалансована з дозволом людям жити нормальним життям і стабільно відновити економіку. Станом на початок травня 2022 року уряд зберіг цю політику в умовах хвилі зараження, коли щодня реєструвалось 30 тисяч нових випадків COVID-19 вперше з початку пандемії, і що, за словами міністра охорони здоров'я Чень Шичжуна, спостерігалась тенденція до збільшення цього числа до 100 тисяч. 7 травня 2022 року Тайвань повідомив про 46377 нових випадків хвороби, обігнавши США як регіон з найбільшою кількістю нових випадків хвороби за день.

### Східний Тимор
Через слабку систему охорони здоров'я Східний Тимор міг би сильно постраждати від великого спалаху COVID-19. Уряд Східного Тимору запровадив стратегію запобігання поширенню хвороби, закривши кордон з Індонезією, та дозволивши в'їзд громадянам лише репатріаційними рейсами. Ця стратегія спочатку була ефективною. Протягом 2020 року в країні було зареєстровано 44 випадки інфікування та нуль смертей, і країна змогла нормально функціонувати, без карантину та натовпів переважно без маски, які святкували Різдво у 2020 році. Однак нові варіанти спричинили сплеск, починаючи з березня 2021 року, що спонукало запровадження обов'язкового маскового режиму та деякі обмеження на економічну діяльність. Східнотиморській владі вдалося стримати цей спалах до листопада 2021 року, а 30 листопада надзвичайний стан було скасовано. Ділові обмеження, а також обов'язкову наявність масок на вулиці скасовано. Обов'язковий масковий режим у приміщеннях було скасовано 7 січня 2022 року, і станом на березень 2022 року країна зберегла стратегію усунення інфекції, щоб уникнути поширення хвороби.

### Тонга
Тонга дотримується політики «нуль-COVID», але більше ніж через півтора роки після початку пандемії, 29 жовтня 2021 року, було підтверджено перший випадок COVID-19 — у сезонного працівника, який повернувся з Нової Зеландії, та перейшов на карантин. Політика країни щодо COVID-19 спричинила ускладнення з міжнародною допомогою після виверження вулкана Хунга-Тонга у 2022 році. Щоб зберегти країну вільною від вірусу, австралійський корабель з гуманітарною допомогою повинен був повернутися на базу після виявлення випадку під час рейсу, тоді інший корабель HMAS Adelaide планував залишитися в морі після того, як у 23 членів її екіпажу підтвердився позитивний результат тестування на COVID-19.

### В'єтнам
Перші випадки хвороби у В'єтнамі були підтверджені 23 січня 2020 року, коли у двох китайців у Хошиміні підтвердився позитивний результат тестування на коронавірус. Після цього уряд країни видав рекомендації з діагностики та лікування COVID-19, та надав інструкції щодо відстеження контактів і 14-денної ізоляції. Органи охорони здоров'я почали контролювати температуру тіла на кордоні, та розпочали виявлення та відстеження контактів із заходами обов'язкової ізоляції інфікованих осіб та всіх, з ким вони контактували.
У 2020 році засоби масової інформації світу називали В'єтнам країною з однією з найкраще організованих програм боротьби з епідемією у світі, нарівні з іншими країнами, такими як Тайвань і Південна Корея. Цей успіх пояснюється декількома факторами, включаючи добре розвинену систему громадського здоров'я, рішучий центральний уряд і комплексну стратегію стримування, засновану на комплексному тестуванні, відстеженні та карантині. Однак замість того, щоб покладатися на медицину та технології, в'єтнамський апарат державної безпеки запровадив широко розповсюджену систему громадського спостереження разом із збройними силами, які мали велику повагу в суспільстві.
Починаючи з квітня 2021 року, у В'єтнамі стався найбільший спалах хвороби на той час: до листопада було зареєстровано понад 1,2 мільйона інфікованих. Це призвело до того, що два з найбільших міст (Хошимін і Ханой) і близько третини населення країни опинилися під певною формою карантину до кінця липня. Ступінь самовдоволення після успіхів у попередніх спалахах та інфікування від іноземних працівників вважалися причинами, що сприяли спалаху. У відповідь встановлений урядом карантин для прибулих іноземців і тісних контактів із підтвердженими випадками було продовжено до 21 дня, а також посилено супутні заходи безпеки.
У вересні 2021 року В'єтнам відмовився від стратегії «нуль-COVID» після того, як тримісячний карантин у Хошиміні спричинив серйозні економічні проблеми в місті та не зміг стримати спалах. Країна перейшла до поетапного відновлення та більш гнучкого підходу, розширюючи свою програму вакцинації.

## Сприйняття

### Підтримка
Прихильники стратегії «нуль-COVID» стверджували, що успішне виконання зменшило кількість необхідних загальнонаціональних карантинів, оскільки головна мета була зосереджена на ліквідації вірусу. Коли вірус було ліквідовано, люди були б спокійні, враховуючи, що COVID-19 спричинив багато наслідків для здоров'я. Таким чином, витрати на охорону здоров'я та економічні витрати були нижчими за стратегії нульового поширення COVID-19, оскільки ліквідація вірусу дозволила легко відстежувати та припиняти нові спалахи, а економічні збитки були меншими, оскільки постраждали б лише певні території, які можна було легко контролювати. Це призвело б до ситуації, яка була менш дорогою для суспільства, та це зменшило б залежність від фармацевтичних заходів, таких як вакцини, і це б підвищило якість та тривалість життя, оскільки б менше людей хворіли б на COVID-19.

### Опозиція
Стратегія нульового COVID-19, на відміну від інших стратегій, таких як пом'якшення наслідків або життя з COVID-19, була спрямована на повну ліквідацію вірусу. У той час як пом'якшення наслідків і життя з COVID-19 спрямовані на толерантність до спалахів COVID-19, аж до повного ігнорування спалахів, стратегія «нульового запобігання COVID-19» вимагала швидкого, ефективного та негайного стримування хвороби, щоб політика спрацювала. Це означало, що урядам, які вирішили використати цю стратегію, потрібно було б використати всі можливі засоби, від закриття шкіл і магазинів до запровадження суворих обмежень або навіть вибракування тварин, які вважаються носіями вірусу, щоб звести випадки до нуля. Такі заходи призвели до негативних конотацій, які можуть вплинути на життя, засоби до існування та психічне здоров'я, як видно з наступних прикладів.
Китайський вірусолог Гуань Ї розкритикував заходи китайського уряду щодо «нуль-COVID», сказавши в інтерв'ю «Phoenix Hong Kong Channel», що якби уряд продовжував дотримуватися політики щодо кількох випадків, економіка постраждала б. Реалізація політики «нульового запобігання COVID-19» у Китаї призвела до закриття багатьох підприємств, локдаунів по всьому місту та попереджень про невиїзд з дому, щоб запобігти поширенню COVID-19. Це призвело до втрати доходів і виробництва, що призвело до економічного спаду в країні. Гуань виступав за збільшення вакцинації та дослідження ефективності місцевих вакцин проти нових варіантів, оскільки вакцини запобігатимуть смерті та зменшуватимуть вплив COVID-19, що дозволить людям швидко одужати від COVID-19.
Інші противники стратегії «нуль-COVID» стверджували, що ця стратегія завдала шкоди економіці, що до того, як щеплення стали загальнодосупними, стратегії елімінації знижували колективний імунітет, що «нуль-COVID» не є стійким, і що новіші варіанти, такі як варіант Омікрон, були настільки трансмісивними, що стратегія «нуль-COVID» більше не була здійсненною.
У травні 2022 року генеральний директор Всесвітньої організації охорони здоров'я Тедрос Аданом Гебреїсус прокоментував, що стратегія «нульового запобігання COVID» більше не вважається стійкою на основі «теперішньої поведінки вірусу» та майбутніх тенденцій. У китайському інтернеті цей коментар замовчали. Журнал «The Lancet», який здебільшого підтримував стратегію «нуль-COVID» до появи менш важких, але більш трансмісивних варіантів, також опублікував новинну статтю, де докладно описував проблеми її впровадження в Китаї.
Усі країни, які прагнули запровадити нуль-COVID, такі як В'єтнам, Сінгапур та Австралія, пізніше вирішили припинити її, посилаючись на підвищення рівня вакцинації та появу більш трансмісивних варіантів. Сінгапур відмовився від «нуль-COVID» у серпні 2021 року після того, як там почав поширюватися варіант Дельта, Австралія та В'єтнам відкрили свої кордони на початку 2022 року, а Китай — остання велика країна, яка утримувала нульовий рівень COVID-19, відмовився від цієї політики 7 грудня 2022 року.